# John Campbell, 1:e baron Campbell
John Campbell, 1:e baron Campbell, född 17 september 1779, död 24 juni 1861, var en engelsk jurist och personhistoriker.
John Cambell invaldes 1836 i underhuset, blev 1832 solicitor general, 1834 attorney general och 1841 pär. Han fick 1846 säte i kabinettet, blev 1850 chief justice och slutligen vid 80 års ålder lord chancellor. Campbell är mest känd genom sina stilistiskt mästerliga och synnerligen underhållande men i såväl helhetsuppfattning som detaljer opålitliga biografiska anteckningar över Englands ledande jurister genom tiderna, The lives of the lord chancellors and keepers of the great seal of England from the earliest times till the reign of king George IV (7 band, 1846-1847, 4:e upplagan i 10 band 1856-1857) och Lives of Lord Lyndhurst and Lord Brougham (1869). Särskilt den sistnämnda boken är hätsk och gallsprängd.